# Ключевка (Троїцький район)
Ключевка  (рос. Ключевка) — село у Троїцькому районі Челябінської області Російської Федерації.
Входить до складу муніципального утворення Ключевське сільське поселення. Населення становить 1157 осіб (2010). Населений пункт розташований на землях українського культурного та етнічного краю Сірий Клин.

## Історія
Від 20 лютого 1924 року належить до Троїцького району Челябінської області.
Згідно із законом від 28 жовтня 2004 року органом місцевого самоврядування є Ключевське сільське поселення.

## Населення
| 2002 | 2010  |
| ---- | ----- |
| 1241 | ↘1157 |